# Memorie di un cuoco d'astronave
Memorie di un cuoco d'astronave è un romanzo fantascientifico umoristico di Massimo Mongai, vincitore del Premio Urania 1997. Ha avuto un seguito, Memorie di un cuoco di un bordello spaziale; Mongai ha inoltre curato nel 2009 un'antologia di racconti di autori vari sullo stesso soggetto, Guida Galattica dei Gourmet.
Dall'opera è strata tratta una riduzione radiofonica a puntate, trasmessa da Rai Radio 2 nel 2001. L'autore e l'editore hanno ceduto i diritti di pubblicazione dell'opera (oltre che di un altro romanzo, Il gioco degli immortali) all'associazione liber liber, per cui è disponibile gratuitamente come eBook.

## Trama
Il romanzo narra dell'esperienza di un giovane cuoco terrestre imbarcato su un'astronave come vice chef, che diventa subito chef per indisposizione del capo.
Le vicende sono suddivise in racconti autonomi sulle varie vicende capitategli durante i tre anni di crociera. Le storie dimostrano l'importanza del cibo nelle relazioni e grazie al protagonista viene salvata la galassia dalla distruzione.

## Temi
Le vicende del protagonista, Rudy "Basilico" Turturro, pare siano in parte autobiografiche; nella postfazione l'autore infatti racconta di aver avuto l'ispirazione durante una sua esperienza reale di cucina, su una barca, come del resto la lezione di Filosofia del Cibo, ricorda molto una lezione di filosofia del diritto (l'autore è laureato in giurisprudenza).
Nel romanzo sono esposte varie idee dell'autore, tra cui il principio di tolleranza e di uguaglianza di tutte le razze del cosmo. La futura comunità galattica, detta l'Agorà, che pare rispecchiare le idee dell'autore, è antiproibizionista, liberale, libera in materia sessuale con controllo demografico, antirazzista.

## La "lingua aliena" e le ricette
Il romanzo, realizzato con un certo humor, contiene anche una serie di ricette realmente realizzabili (a condizione di sostituire gli ingredienti "alieni" con gli equivalenti terrestri.)
Una delle trovate dell'autore, infatti, è quella del linguaggio "alieno", che, a differenza della maggioranza delle altre lingue immaginarie, è un italo - romanesco scritto all'inglese.
Ad esempio: Tuk-kkhee-no = tacchino. Così decifrati, i piatti divengono commestibili.
Le ricette inserite alla fine di ogni capitolo spaziano da quelle più comuni, come la carbonara, a quelle più esotiche. Una delle ricette contiene quella che sulla Terra è la Cannabis sativa, volgarmente detta marijuana.

### Edizioni
- Massimo Mongai, Memorie di un cuoco d'astronave, collana Urania n° 1320, Arnoldo Mondadori Editore, 1997,  p. 267, ISSN 11205288.
- Massimo Mongai, Memorie di un cuoco d'astronave, eBook in versione gratuita e integrale, Liber Liber. URL consultato il 24 dicembre 2012 (archiviato dall'url originale il 15 luglio 2013).